# Мансимов, Камиль Байрамали оглы
Мансимов Камиль Байрамали оглы (род. 10 декабря 1950, Пушкинский район) — доктор физико-математических наук, профессор, заведует лабораторией «Управление сложными динамическими системами» Института Систем Управления НАНА.

## Биография
Мансимов Камиль Байрамали оглы родился 10 декабря 1950 года в селе Багбанлар (бывшая Архангеловка) Билясуварского (бывшего Пушкинского) района. В 1968 году окончил Низаминскую среднюю школу города Билясувар.
В 1968 году он поступил на механико-математический факультет Бакинского государственного университета (бывший Азербайджанский государственный университет) и после окончания Университета (с отличием) в 1973 году начал работать старшим лаборантом в Институте кибернетики (ныне Институт систем управления) Национальной Академии Наук Азербайджана. В 1974 году поступил в заочную аспирантуру того же института, и в 1978 году окончил аспирантуру. В 1979 году защитил кандидатскую диссертацию. До 1992 года в том же институте работал последовательно младшим научным сотрудником, заведующим сектором, старшим научным сотрудником и ведущим научным сотрудником.
В июле 1992 года он прошел конкурс и был принят доцентом кафедры «Исследование операций и математическое моделирование» Бакинского государственного университета. В 1994 году защитил докторскую диссертацию по специальности 01.01.09 — математическая кибернетика, а с 1995 по 1998 год работал профессором указанной кафедры.
С 1998 г. работает заведующим кафедрой «Математическая кибернетика».
Кроме того, он возглавляет лабораторию «Управление сложными динамическими системами» в Институте Систем Управления Национальной Академии Наук Азербайджана.

## Образовательные достижения, научные степени и научные звания
В 1973 году окончил механико-математический факультет Бакинского государственного университета.
В 1979 году защитил диссертацию на тему «К теории необходимых условий в системах с последующими эффектами» и получил степень кандидата физико-математических наук.
В 1994 году получил звание доцента.
В 1994 году защитил докторскую диссертацию на тему «Необходимые условия оптимальности особых процессов в задаче оптимального управления».
В 2000 году получил звание профессора кафедры «Математическая кибернетика».

## Трудовая деятельность
После окончания университета в 1973 г. он начал работать старшим лаборантом в Институте кибернетики Национальной академии наук Азербайджана. В 1974—1980 г. работал младшим научным сотрудником, в 1980-83 г. — заведующим сектором, а с 1983 по 1992 г. — старшим научным сотрудником. В 1992 г. работал в Бакинском Государственном Университете. В 1992—1994 г. работал доцентом кафедры «Исследование операций и математическое моделирование», а в 1995—1997 г. — профессором этой же кафедры.
С 1998 г. заведующий кафедрой «Математическая кибернетика». Читает лекции на темы на кафедре «Математическая кибернетика»: «Дискретная математика», «Дискретные системы», «Оптимальное управление с системами Гурса-Дарбу», «Дискретные процессы». В 1992—2000 г. читал лекции по темам: «Математические методы исследования операций», «Теории игр и исследование операций», «Математическое моделирование» на кафедре «Исследования операций и математического моделирования».
Проф. К. Б. Мансимов является автором 335 научных работ, в том числе 5 монографий, 18 учебников. Подготовил 12 кандидатов наук (доктор философии по матаматике).
Награждён государственными наградами Президентом Азербайджанской Республики Ильхамом Алиевом:
- «Tərəqqi» медаль: 06 ноября 2009 г.
- «Şöhrət» орден: 25 ноября 2019 г.

## Преподаваемые дисциплины
- Дискретная математика и математическая логика — (II курс)
- Дискретная математика (II курс)
- Дискретные системы (III курс)
- Дискретные процессы (магистратура)
- Задачи оптимального управления с системами Гурса-Дарбу (магистратура)

## Участие в международной деятельности
- 7-th IFAC Workshop on contr. applic. of nonlinear program. andoptimiz. USSR. Tbilisi, 1988.
- II Всесоюзная школа «Понтрягинские чтения». Оптимальное управление. Кемерово, 1988.
- Международный Советско-Польский семинар «Мат. методы оптим. управления и их прил.» Минск, 1989.
- III Всесоюзная школа «Понтрягинские чтения». Оптимальное управление. Кемерово, 1990.
- Всесоюзная конференция «Негладкий анализ и его приложения к мат. экономике». Баку, 1991.
- XVI Всесоюзная школа по теории операторов в функциональных пространствах. Нижний Новгород, 1991.
- I международная конференция по мат.экономике, негладкому анализу и информатике. Баку, 1997.
- International Conference «Dynamicalsystems». Minsk, 1998.
- I международная конференция «Обратные задачи теоретическ. и матем. физики»
- Theforst Intern. Conf. on control and optimiz. with Industrial Appl. Baku, 2005.
- The second Intern. Conf. on control and optimiz. with Industrial Appl. Baku, 2008.
- Международная конференция «Современные проблемы математики, информатики и экономики» посвященной 90-летию Бакинского Государственного Университета. Баку, 27 октября, 2009, с. 26-29.
- Thethird International Conference «ProblemsofCyberneticsandInformatics», volume 3, september, 6-8, 2010, Baku, Azerbaijan
- Türkdünyasıriyaziyyatçılarıcəmiyyətinin IV konqresi. 1-3 iyul 2011-ci il.
- Международная конференция «Динамические системы, устойчивость, управление, оптимизация» посвященная к 95-летию со дня рождения акад. Е. А. Барбашина. 1-5 октября 2013 г. Минск, Беларусь.
- Международная конференция «Актуальные проблемы математики и информатики» посвященный к 90-летию Г. А. Алиева. 29-31 мая. 2013
- Concision Mathematics conference. 2014. September, 5-6, 2014. Tbilisi, Georgia.
- Международная конференция посвященной 55-летию ИМиМ НАН Азербайджана. Баку, 15-16 мая, 2014.
- The international conference on control and optimization with Indus. Appl. Baku, Azerbaijan. 27-28 August. 2015.
- Azerb-Turkey-Ukrainan Intern. Conf. Math. Anal., Differential Equations and their. Baku, Azerbaijan 2015. September, 08-15.
- Международная конференция «Теоретические и практические проблемы математики». Сумгаит, 2017.

## Научные труды

### Публикации
Около 335 научных трудов, в том числе:
1. Мансимов К. Б., Багирова С. А. Особые управления в одной ступенчатой задаче управления системами с распределенными параметрами. Известия НАН Азербайджана. Сер. физ.-техн. и мат. наук. 2004, № 2, с. 54-57
2. Мансимов К. Б., Нагиева И. Ф. Исследование квазиособых управлений в одной дискретной задаче управления. Докл. НАН Азерб. 2005, № 2, с.30-35.
3. Мансимов К. Б., Багирова С. А. Необходимые условия оптимальности в одной ступенчатой задаче управления. Известия НАН Азербайджана. Сер. физ.-техн. и мат. наук. 2005, № 3, с. 183—188.
4. Мансимов К. Б., Абдуллаев А. А. Исследование особых управлений в одной задаче управления двумерными интегральными уравнениями типа Вольтерра. Журнал Автоматика и Вычислительная техника. 2006, № 4, с. 72-81.
5. Мансимов К. Б., Исмайлов И. Р. Об условиях оптимальности в одной ступенчатой задаче управления. Журнал выч.-мат. и мат. физики. 2006, № 10, с. 1758—1770.
6. Мансимов К. Б., Нагиева И. Ф. Исследование особых управлений в одной задаче управления типа Моисеева. Известия НАН Азербайджана. Сер. физ.-техн. и мат. наук. 2006, № 2, с. 14-18.
7. Мансимов К. Б., Джафаров Э. Э. Необходимые условия оптимальности второго порядка в одной задаче управления с переменной структурой, описываемой системой интегральных уравнений типа Вольтера. Известия НАН Азербайджана. Сер. физ.-техн. и мат. наук. 2006, № 2, с. 25-30.
8. Мансимов К. Б., Ахмедова Ж. Б. Аналог принципа максимума Понтрягина в одной задаче управления системами с распределенными параметрами. Известия НАН Азербайджана. Сер. физ.-техн. и мат. наук. 2006, № 2, с. 42-47.
9. Мансимов К. Б., Нагиева И. Ф. Необходимые условия оптимальности особых управлений в одной задаче управления типа Моисеева. Проблемы управления и информатики. 2006, № 5, с. 1-12.
10. Мансимов К. Б. Особые управления в задачах управления системами с распределенными параметрами. Современная математика и её приложения. 2006, т. 42, (оптимальное управление), с. 39-83.
11. Мансимов К. Б., Алиев К. М., Ахмедов Ф. Ш. Об одной нелокальной задаче управления. Научные Известия Сум. ГУ. Раздел естественных и технических наук. 2006, № 2, с.22-28.
12. Мансимов К. Б., Ахмедова Ж. Б., Исмайлов И. Р. О представлении решений одного класса систем интегро-дифференциальных уравнений типа Барбашина // Научные известия" Сум. ГУ, т. 7, № 1, 2007, с. 30-34.
13. Мансимов К. Б., Багирова С. А. Особые управления в одной ступенчатой задаче управления. Журнал Автоматика и Вычислительная техника. 2007, № 3, с. 74-81.
14. Мансимов К. Б. Многоточечные необходимые условия оптимальности квазиособых управлений. Автоматика и телемеханика, 1982, № 10, с. 53-58.
15. Мансимов К. Б., Ягубов М. А. Об одном способе получения многоточечных условий оптимальности особых управлений в задаче терминального управления. Дифференц. уравнения, 1983, № 10, с. 1681—1687.
16. Мансимов К. Б. Многоточечные необходимые условия оптимальности особых в классическом смысле управлений в системах с запаздыванием. Дифференц. уравнения, 1985, т. 21, № 3, с. 527—530.
17. Мансимов К. Б. Достаточные условия оптимальности типа условий Кротова для дискретных двухпараметрических систем. Автоматика и телемеханика, 1985, № 8, с. 15-20.
18. Мансимов К. Б. Об оптимальности квазиособых управлений в системах Гурса-Дарбу. Дифференц. уравнения, 1986, т. 22, № 11, с. 1952—1960.
19. Мансимов К. Б. Некоторые необходимые условия оптимальности для одного класса систем с распределенными параметрами. Дифференц. уравнения, 1987, № 12, с. 2164—2167.
20. Мансимов К. Б. К теории необходимых условий оптимальности в одной задаче управления системами с распределенными параметрами. ДАН СССР. 1988, т. 301, № 3, с. 546—550.
21. Мансимов К. Б. Об оптимальности особых управлений в системах с запаздыванием управляемых при помощи начальных функций // Дифференц. уравнения, 1989, № 6, с. 1084—1087.
22. Мансимов К. Б. Условия оптимальности второго порядка в системах Гурса-Дарбу при наличии ограничений // Дифференц. уравнения, 1990, № 6, с. 954—965.
23. Мансимов К. Б. Оптимизация одного класса дискретных двухпараметрических систем // Дифференц. уравнения, 1991, № 2, с. 359—361.
24. Мансимов К. Б. Интегральные необходимые условия оптимальности квазиособых управлений в системах Гурса-Дарбу // Автоматика и телемеханика, 1993, № 6, c. 27-32.
25. Мансимов К. Б. Исследование квазиособых процессов в одной задаче управления химическим реактором // Дифференц. уравнения. 1997, т .33. № 4, с. 433—439.
26. Мансимов К. Б. Особые управления в системах нейтрального типа. Автоматика и телемеханика // 1998, № 5, с. 53-63.
27. Mənsimov K.B. Qursa-Darbusistemləriiləoptimalidarəetməməsələləri. BDU nəşriyyatı. Bakı, 1998.
28. Мансимов К. Б. Особые управления в системах с запаздыванием (монография). Баку, Изд-во «Элм». 1999.
29. Мансимов К. Б., Абдуллаев А. А. Необходимые условия оптимальности второго порядка для процессов, описываемых системой нелинейных двумерных интегральных уравнений типа Вольтера // Автоматика и телемеханика. 2000, № 1, с. 3-11.
30. Мансимов К. Б., Магеррамов Ш. Ф. Оптимизация одного класса дискретных ступенчатых систем управления // Журн. Вычисл. Мат. и Мат. физики. 2000, т. 41, № 3.
31. Мансимов К. Б. К теории необходимых условий оптимальности в одной задаче управления с распределенными параметрами // Журн. Вычисл. Мат. и Мат.-физики. 2001, т. 41, № 10.
32. Мансимов К. Б. Необходимые условия оптимальности в одной задаче управления, описываемой разностным аналогом двумерного интегрального уравнения Вольтерра. Известия НАН Азербайджана, Сер. Физико-технических и математических наук. 2009, т. XXIX, № 3, с. 56-60.
33. Automatic Control and Computer Sciens. 2010, vol. 44, № 4.
34. Мансимов К. Б. Необходимые условия оптимальности первого и второго порядков в одной задаче оптимального управления описываемой разностным уравнением Вольтерра. Докл. АН Азербайджана, № 5. 2011.
35. Мансимов К. Б. Об оптимальности квазиособых управлений в одной задаче управления описываемой системой нелинейных разностных уравнений типа Вольтерра. Докл. АН Азербайджана, 2012, том LXVIII, № 4.
36. Мансимов К. Б. Представления решений гибридных систем типа Россера. Изв. НАН Азербайджана, 2013, № 6.
37. Мансимов К. Б. Об одном представлении решений системы управления типа Россера. Доклады НАН Азербайджана, Баку. 2014, т. LXX, № 1, с. 15-18.
38. Mansimov K.B. Necessary optimality conditions of quasi-singular controls in optimal control. National Academy of Sciences of Azerbaijan Proceedings of the Institute of Mathematics and Mechanics. V. 41, N 1, June 2015, p. 113—122.
39. Мансимов К. Б., МардановМ.Дж. Необходимые условия оптимальности второго порядка в задачах оптимального управления, описываемых системой интегро-дифференциальных уравнений типа Вольтерра // Проблемы управления и информатики, 2013, № 4, с. 75-82.
40. Мансимов К. Б., Гусейнзаде Г. А. Необходимые условия оптимальности в одной дискретно-непрерывной задаче управления // Доклады НАНА, 2013, № 2, с. 3-7.
41. Мансимов К. Б., Масталиев Р. О. Об оптимальности квазиособых управлений в одной стохастической задаче управления // Вестник Томского Государственного Университета. Управление, Вычислительная техника и информатика. № 3 (36), 2016, с. 4-10.
42. Мансимов К. Б., Масталиев Р. О. Необходимые условия оптимальности второго порядка в задаче управления стохастическими дифференциальными уравнениями с запаздывающим аргументом // Пермский национальный исследовательский политехнический университет, «Прикладная математика и вопросы управления», 2016, № 4, с. 7-26.
43. Mansimov K.B., Mardanov M.J. Necessary optimality conditions of quasi-singular controls in optimal control // Proc. Inst. Math. Mech. of Azerbaijan. Ser. Phys.-Tech. Math. Sci., 2015, v. 41.
44. Мансимов К. Б., Гараева Э. А. Необходимое условие оптимальности в задаче управления с дискретным временем при недифференцируемом критерии качества // Вестник Томского Государственного Университета. Управление, Вычислительная техника и информатика. № 1 (38), 2018, с. 4-10.
45. Мансимов К. Б., Масталиев Р. О. Оптимизация процессов, описываемых разностными уравнениями Вольтерра // LambertAcademicPublishing, 2017.
46. Мансимов К. Б., Сулейманова В. А. Линеаризованное и квадратичное необходимые условия оптимальности в одной граничной задаче оптимального управления системами Гурса-Дарбу // Пермский национальный исследовательский политехнический университет, «Прикладная математика и вопросы управления», 2017, № 4, с. 7-27.
47. Мансимов К. Б., Сулейманова Ш. Ш. К оптимальности особых в классическом смысле управлений в одной задаче оптимального управления системами с ременной структурой // Вестник Томского Государственного Университета. Серия Управление, Вычислительная техника и информатика. 2018, № 44, с. 10-25.
48. Мансимов К. Б., Мамедова Т. Ф. Необходимые условия оптимальности первого и второго порядков в одной ступенчатой задаче управления дискретными двухпараметрическими системами // Журнал «Прикладная математика и вопросы управления», 2018, № 2, с. 7-29.
49. Мансимов К. Б., Расулова Ш. М. Об оптимальности особых управлений в одной задаче оптимального управления // Вестник Томского Государственного Университета. Серия матем. мех. 2018, № 54, с. 18-33.

### Учебники, Учебные пособия
1. K.Ş. Məmmədov, K.B.Mənsimov, S.İ. Həmidov. «İqtisadikibernetikadanmühazirələr» dərsvəsaiti. Bakı, BDU nəşriyyatı, 2008.
2. K.B. Mənsimov. Diskretriyyaziyyatdanmühazirələr (dərsvəsaiti). Bakı, BDU nəşriyyatı, 2008.
3. К. Б. Мансимов, А. Б. Рамазанов. Сборник задач по дискретной математике. (учебное пособие). Баку, Изд-во БГУ, 2008, 142 с.
4. K.Ş. Məmmədov, K.B.Mənsimov, Əhmədova J.B., Əliyeva S.T. Alqoritmlərnəzəriyyəsindənməsələlər. BDU nəşriyyatı, 2010.
5. Mənsimov K.B., Əhmədova J.B., Əliyeva S.T. Diskretriyaziyyatdançalışmalar (dərsvəsaiti). Bakı, BDU nəşriyyatı, 2010.
6. K.Ş. Məmmədov, S.İ. Həmidov. Riyaziməntiqvədiskretriyaziyyatınəsasları. Bakı, BDU nəşriyyatı, 2010.
7. Асланова Н. Х., Мансимов К. Б. Лекции по дискретной математике. Баку, БГУ, 2011, 150 с.
8. N.X.Aslanova, K.Ş. Məmmədov, K.B.Mənsimov, Əhmədova J.B., Qraflarnəzəriyyəsi, dərsvəsaiti. BDU nəşriyyatı, Bakı, 2014.
9. Mənsimov K.B. Qursa-Darbusistemləriilə optimal idarəetmə. Bakı, BDU nəşriyyatı, 1998, 114 s.
10. Mənsimov K.B. Diskretriyaziyyatdanmühazirələr (II nəşr). Bakı, BDU nəşriyyatı, 2014, 116 s.
11. Mənsimov K.B., Əhmədova J.B., Əliyeva S.T. Diskretriyaziyyatdanməsələlər. Bakı, BDU nəşriyyatı, 2013, 130 s.
12. Асланова Н. Х., Алиева С. Т., Мансимов К. Б. Конечные автоматы. Баку. Изд-во БГУ, 2017, 132 с.
13. Mənsimov K.B., Feyziyev F.G., Aslanova N.X. Kodlaşdırmanəzəriyyəsi. Bakı. BakıUniversitetinəşriyyatı. 2009, 226 c.
14. Алиева С. Т., Ахмедова Ж. Б., Мансимов К. Б. Задачи по дискретной математике. Баку. 2016, 140 с.
15. Мансимов К. Б. Дискретные системы. Баку. Изд-во БГУ, 2013, 151 с.
16. Abdullayev A.Ə., Mənsimov K.B., Məstəliyev R.O. Riyaziməntiqdənməsələvəçalışmalar. Bakı, BDU nəşriyyatı, 2014, 150 s.
17. Abdullayev A.Ə., Əhmədova J.B., Məmmədov K.Ş., Mənsimov K.B. Alqoritmlərnəzəriyyəsi. Bakı. 2014. 186 c.
18. Mənsimov K.B., Əhmədova J.B., Əliyeva S.T. Diskretanaliz. Bakı, BDU nəşriyyatı, 20183, 302 s.

### Монографии
1. Мансимов К. Б. Особые управления в системах с запаздыванием. Баку, Изд-во «ЭЛМ», 1999, 176 с.
2. Мансимов К. Б., Марданов М.Дж. Качественная теория оптимального управления системами Гурса-Дарбу. Баку, Изд-во «ЭЛМ», 2010, 360 с.
3. МардановМ.Дж., Меликов Т. К., Мансимов К. Б. Необходимые условия оптимальности второго порядка и исследование особых управлений в системах с запаздыванием. Баку, Изд-во «ЭЛМ», 2011, 363 с.
4. Абдуллаев А. А., Мансимов К. Б. Необходимые условия оптимальности в процессах, описываемых системой интегральных уравнений типа Вольтерра. Баку, Изд-во «ЭЛМ», 2013, 224 с.
5. Мансимов К. Б., Масталиев Р. О. Оптимизация процессов описываемых разностными уравнениями Вольтерра. Изд-во «Lambert», 2017, 263 с.